# Horacio Abadie
Horacio Abadie ist ein uruguayischer Politiker.
Abadie gehört der Partido Nacional an. Er saß in der 43. Legislaturperiode mit insgesamt sechs Unterbrechungen ab dem 24. September 1990 bis zum 5. Oktober 1992 als stellvertretender Senator in der Cámara de Senadores.